# Religioni in Sudan del Sud
Il cristianesimo è la religione più diffusa in Sudan del Sud. Secondo stime del Pew Research Center riferite al 2010, i cristiani rappresentano il 60,5% della popolazione; il 33% circa della popolazione segue le religioni africane tradizionali; il 6% circa della popolazione professa l'islam; il restante 0,5% circa della popolazione segue altre religioni. Le stime della World Christian Encyclopedia danno i cristiani al 74% circa della popolazione, le religioni africane tradizionali al 19,5% circa della popolazione, l'islam al 6% circa della popolazione e le altre religioni allo 0,5% circa della popolazione. La costituzione transitoria del Sudan del Sud sancisce la separazione tra stato e religione, riconosce la libertà di religione e vieta le discriminazioni religiose. Le organizzazioni religiose devono registrarsi, Nelle scuole pubbliche l'insegnamento della religione non è obbligatorio, ma è previsto in molte scuole; in base alla loro fede religiosa, gli studenti seguono il corso di religione cristiana o di religione islamica, mentre gli studenti che non hanno alcuna affiliazione religiosa devono scegliere uno dei due corsi. Le scuole private cristiane e islamiche possono organizzare al loro interno corsi di religione senza alcuna interferenza governativa.

## Religioni presenti

### Cristianesimo
La maggioranza dei cristiani sudsudanesi sono cattolici; seguono i protestanti, ma sulle percentuali le stime sono discordanti. Secondo il Pew Research Center, i cattolici sono circa il 39,5% della popolazione e i protestanti circa il 20,5%, mentre il restante 0,5% sono ortodossi e cristiani di altre denominazioni.  Secondo la World Christian Encyclopedia, la differenza tra cattolici e protestanti è molto più contenuta: i cattolici sarebbero circa il 37,5% della popolazione, mentre i protestanti e i cristiani di altre denominazioni sarebbero il 36,5%.
La Chiesa cattolica è presente in Sudan del Sud con 1 sede metropolitana e 6 diocesi suffraganee. 
I gruppi protestanti presenti in Sudan del Sud comprendono anglicani, presbiteriani, pentecostali, luterani, battisti, metodisti e avventisti. Il gruppo protestante più numeroso è costituito dagli anglicani, rappresentati dalla Chiesa della Provincia Episcopale del Sudan del Sud, che fa parte della Comunione anglicana; la seconda denominazione protestante più numerosa è costituita dalla Chiesa presbiteriana del Sudan del Sud, che fa parte della Comunione mondiale delle Chiese riformate.
La Chiesa ortodossa è presente in Sudan del Sud con la Chiesa greco-ortodossa di Alessandria. Le chiese ortodosse orientali presenti sono la Chiesa ortodossa etiope e la Chiesa ortodossa copta. 
Fra i cristiani di altre denominazioni, sono presenti la Chiesa di Gesù Cristo dei Santi degli Ultimi Giorni (i Mormoni) e i Testimoni di Geova.

### Religioni africane
La religione africana tradizionale basata sulle credenze animiste continua ad essere seguita da una cospicua parte della popolazione. Nel Sudan del Sud le credenze animiste sono distinte a seconda delle varie tribù e comunità, ma hanno in comune la credenza in un Dio supremo visto come creatore universale, in divinità intermedie e negli spiriti. Le pratiche religiose prevedono offerte al Dio supremo, agli altri dei e agli spiriti degli antenati.

### Islam
I musulmani presenti in Sudan del Sud sono una minoranza. Molti di loro vivevano nel Paese prima che ottenesse l’indipendenza dal Sudan nel 2011 e hanno votato a favore della secessione nel referendum del gennaio 2011.

### Altre religioni
In Sudan del Sud sono presenti piccoli gruppi di ebrei, bahai e indù.